# Kitaab
Kitaab (Książka) to bollywoodzki dramat rodzinny z 1977 roku zrealizowany przez Gulzara (Hu Tu Tu, Maachis). W filmie występują Uttam Kumar, Vidya Sinha, Shreeram Lagoo, Keshto Mukherjee i Asit Sen. Twórcą muzyki jest sławny Rahul Dev Burman. Film drogi, film o dziecku. Jedziemy z nim przez Indie i drogami jego wspomnień. 

## Fabuła
Strach dziecka w szkole. Jego bezsilność wobec nieufności dorosłych. Wieczne zarzuty. Ciągłe "ucz się, ucz się!". Jego milczenie. Tylko pamiętnik słyszy jego smutek  Baabbli (Raju Shrestha) ucieka. Bez pieniędzy, bez biletu rusza w podróż przez Indie. Do mamy (Dina Pathak). Mimo że wysłała go z siostrą (Vidya Sinha) do Delhi, aby dać mu szansę na wykształcenie. W jego życiu zaczyna się teraz czas bezdomności. Zmarznięty na dachu pociągu. Karmiony przez ślepego żebraka. Czy Indie wchłoną go czyniąc jeszcze jednym z walczących o przetrwanie dzieciaków?.

## Obsada
| Postać         | Aktor             |
| -------------- | ----------------- |
| Babla          | Master Raju       |
| Pappu          | Master Tito       |
| szwagier Babli | Uttam Kumar       |
| siostra Babli  | Vidya Sinha       |
| stary żebrak   | Dr Shreeram Lagoo |
| matka Babli    | Dina Pathak       |

## Muzyka i piosenki
Do słów Gulzara (reżysera i producenta) i muzyki Rahul Dev Burmana
- DHANNO KI AANKHON MEIN (śpiewa R.D. Burman)
- MERE SAATH CHALE NA SAYA (Sapan Chakraborty)
- MASTERJI KI AA GAYI CHITTHI (Padmini i Shivangji Kolhapure)
- HARI DIN TO BEETA SHAM HUYI (Rajkumari)